# IC 3238
IC 3238 је лентикуларна галаксија у сазвјежђу Береникина коса која се налази на листи објеката дубоког неба у Индекс каталогу.
Деклинација објекта је + 14° 27' 32" а ректасцензија 12h 23m 6,4s. Привидна величина (магнитуда) објекта IC 3238 износи 14,1 а фотографска магнитуда 15,1. IC 3238 је још познат и под ознакама MCG 3-32-17, CGCG 99-32, VCC 617, double system ?, PGC 40182.